# Archer Blood
Archer Kent Blood (Chicago, 20 de marzo de 1923 – Fort Collins, 3 de septiembre de 2004) fue un diplomático y académico estadounidense. Fue el último Cónsul General de Estados Unidos en Daca, Bangladés (en entonces Pakistán Oriental). Es famoso por su duro mensaje en el ''Telegrama Blood'', en donde protestaba contra las atrocidades cometidas durante la Guerra de Liberación de Bangladés. También realizó servicios en Grecia, Argelia, Alemania, Afganistán y acabó su carrera cuando encargado de negocios de la Embajada de Estados Unidos en Nueva Delhi, India, retirándose en 1982.

## Primeros años y educación
Nacido en Chicago, Archer Blood se graduó de la escuela secundaria en Lynchburg, Virginia. Obtuvo un bachelor en la Universidad de Virginia en 1943, y posteriormente ejerció en la Armada de los Estados Unidos en el Océano Pacífico, durante la Segunda Guerra Mundial. En 1947, se unió al Servicio Extranjero, y en 1963, obtuvo una maestría en relaciones internacionales en la Universidad George Washington.

## Carrera
En 1970, Blood llegó a Daca, Pakistán Oriental, como cónsul general de los Estados Unidos. Cuando comenzó el genocidio de Bangladés, su consulado informaba regularmente a la Casa Blanca los eventos que ocurrían en ese país, pero no recibió respuesta alguno debido a la alianza entre Estados Unidos y Pakistán Occidental, reforzada en parte por la amistad íntima entre el presidente Richard Nixon y el entonces Presidente de Pakistán, Yahya Khan, así como por el deseo del Consejero de Seguridad Nacional, Henry Kissinger de utilizar la relación cordial de Pakistán con China, como una vía para restablecer las relaciones diplomáticas entre Estados Unidos y China. A pesar de que los primeros telegramas de Blood no lograron obtener una respuesta por parte del gobierno, causaron revuelo en la opinión pública cuando estos fueron filtrados, lo que provocó que el Ministerio de Relaciones Exteriores de Pakistán se quejara ante el gobierno estadounidense.
Con el aumento de las tensiones en Pakistán Oriental, Blood veía que la independencia de Bangladés era algo inevitable, y señaló que "la perspectiva ominosa de una represión militar es más que una posibilidad, pero solo retrasaría y aseguraría la independencia de [sic.] Bangladés." Después de que periodistas extranjeros fuesen detenidos y expulsados de Pakistán Oriental, Blood incluso protegió a un reportero que se había escabullido para que pudiera seguir informando sobre los acontecimientos, junto con proteger a los bengalíes hindúes que eran perseguidos por el ejército de Pakistán Occidental, aun cuando habían sido advertidos por el gobierno estadounidense de que se abstuvieran de realizar tales ataques.
Blood también desempeñó un rol en la invasión soviética de Afganistán, aunque para aquel entonces, pudo no haberse conocido en los Estados Unidos. Un informe sugiere que una de las dos chispas que desencadenaron la invasión fueron "la recepción de Amin ante el actual encargado de negocios Archer Blood, el 27 de octubre'', en 1979.

### El Telegrama Blood

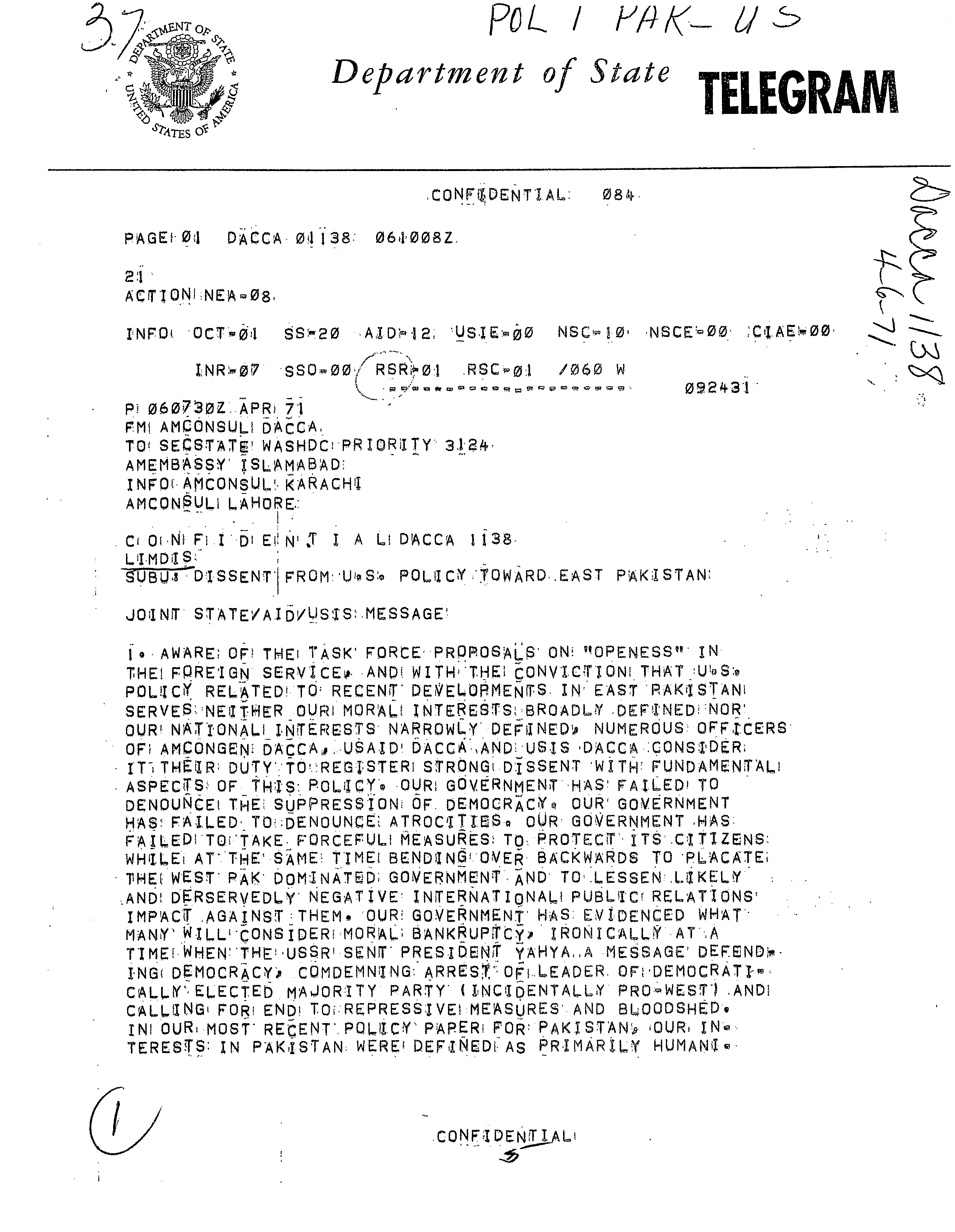
El Telegrama Blood

El Telegrama Blood (redactado el 6 de abril de 1971), enviado a través del Departamento de Estado Dissident Channel, es considerada como la mayor expresión de disidencia escrita en la historia del Servicio de Extranjería de los Estados Unidos. Fue firmado por 20 miembros del personal diplomático. El telegrama declaraba:

Nuestro gobierno no ha condenado la represión contra la democracia. Nuestro gobierno no ha denunciado las atrocidades. Nuestro gobierno no ha tomado medidas contundentes para proteger a sus ciudadanos, y al mismo tiempo, dio paso atrás para tranquilizar al gobierno dominado por [Pak]istán Occidental, para disminuir cualquier impacto merecidamente negativo en las relaciones públicas internacionales entre ambos países. Nuestro gobierno ha evidenciado lo que muchos considerarán como [bancarrota moral], (...) Pero hemos optado por no intervenir, incluso moralmente, sobre la base del conflicto Awami del cual, desafortunadamente, es aplicable el término sobrecarga laboral [genocidio], siendo un asunto puramente interno de un Estado soberano. Los soldados estadounidenses han expresado rechazo ante la situación. Nosotros, como funcionarios públicos profesionales, expresamos nuestra disidencia contra la política actual, y esperamos fervientemente que nuestros verdaderos y duraderos intereses se puedan definir y redirigir nuestras políticas para salvaguardar la posición de nuestra nación como líder moral del mundo libre.
Cable del Consulado de los Estados Unidos (Daca), Disidente de la política de Estados Unidos hacia Pakistán Occidental, 6 de abril de 1971, confidencial, 5 pág. Incluye firmas del Departamento de Estado. Fuente: RG 59, SN 70-73 Pol and Def. De: Pol Pak-U.S. To: Pol 17-1 Pak-U.S. Box 2535

En un telegrama inicial (27 de marzo de 1971),  Archer Blood escribió sobre las observaciones estadounidenses en Daca bajo la temática de ''genocidio selectivo'':

1. Aquí en Daca somos testigos mudos y horrorizados ante el reinado de terror del Ejército Pak[istaní]. Crecen las evidencias de que las autoridades del MLA tienen una lista de seguidores de la Liga AWAMI, a quienes eliminan sistemáticamente al buscarlos en sus hogares, y abrir fuego contra ellos.
2. Entre los objetivos para la extinción, aparte de la jerarquía de A.L., se encuentran dirigentes estudiantiles y universitarios. En esta segunda categoría, tenemos informes de que Fazlur Rahman, jefe del departamento de filosofía, y un hindú llamado M. Abedin, jefe del departamento de historia, han sido asesinados. Se rumorea que Razzak, jefe del departamento de ciencias políticas, está muerto. También en la lista, se encuentra el grueso de los elegidos del MNA y numerosos parlamentarios de la Asamblea Provincial.
3. Además, con el apoyo del Ejército Pak[istaní], los musulmanes no bengalíes están atacando sistemáticamente los barrios de los pobres, y asesinando a bengalíes e hindúes.
Cable del Consulado de los Estados Unidos (Daca), Genocidio selectivo, 27 de marzo de 1971

## Consecuencias
A pesar de que Blood tenía planificada una nueva visita de 18 meses en Daca, el presidente Richard Nixon y el Secretario de Estado Henry Kissinger lo retiraron de su cargo, ya que su oposición estaba en contra de las esperanzas de contar con el apoyo de Pakistán Occidental para abrir relaciones diplomáticas con la República Popular China, y así, contrarrestar el poder de la Unión Soviética. Tras ello, fue asignado para la oficina personal del Departamento de Estado. En 1972, funcionarios del gobierno habían admitido que no podían creer la magnitud de los asesinatos, y calificaron el telegrama de alarmista. El incidente del telegrama perjudicó enormemente su carrera. En 2002, publicó su libro titulado The Cruel Birth of Bangladesh - Memoirs of an American Diplomat, sobre su experiencia durante la Guerra de Liberación de Bangladés.
En 1971, Archer Blood fue condecorado con el Premio Christian A. Herter por su "cumplimiento extraordinario que involucra iniciativa, integridad, coraje intelectual y disensión creativa". El Telegrama Blood fue también un precursor en la formación de 'Dissent Channel' (Canal Disidente) del Departamento de Estado en años posteriores, el cual mecanismo a través del cual los funcionarios de la agencia podían expresar críticas formales hacia la política exterior estadounidense.

## Legado
Blood falleció el 3 de septiembre de 2004, a raíz de una arteroesclerosis en Fort Collins, Colorado, donde había  estado viviendo desde 1993. Su muerte fue noticia en Bangladés, pero apenas fue agregado en las páginas de las secciones de obituarios en los periódicos estadounidenses. Bangladés envió una delegación al funeral en Fort Collins, y la señora Blood recibió numerosos comunicados por parte de bengalíes. Su contribución en la configuración de contornos morales de la diplomacia estadounidense en 1971 fue reconocido por The Washington Post en su obituario.
En mayo de 2005, Blood fue condecorado póstumamente con el Premio Servicio Extraordinario por la Bangladeshi-American Foundation, Inc. (BAFI) en la Primera Conveción Bengalí-Estadounidense. El señor Blood recibió este premio por su rol entre 1970 y 1971 por la causa de humanidad y su valiente postura contra la política oficial de Estados Unidos, mientras el ejército pakistaní estaba comprometido en una campaña genocida en la actual Bangladés. Su hijo, Peter Blood, aceptó el premio en nombre de la familia. Esto fue seguido, el 13 de diciembre de 2005, por la dedicación del American Center Library hacia Archer K. Blood, en la Embajada de los Estados Unidos en Daca. En la ceremonia de inauguración, estuvieron presentes la encargada de negocios Judith Chammas, la señora Margaret Bloof y sus hijos, Shireen Updegraff y Peter Blood.